# Inga alba
Inga alba ist eine Baumart aus der Unterfamilie der Mimosengewächse (Mimosoideae). Sie ist in Mittel- und Südamerika beheimatet.

## Beschreibung
Inga alba ist ein bis zu 40 Meter großer Baum mit kräftig roter Rinde. Die annähernd kahlen Blätter sind vier- bis fünf-, selten drei- bis sechsfach paarig gefiedert, das äußerste Paar erreicht eine Länge zwischen 6,1 und 10, selten bis 15,5 Zentimeter und eine Breite von 2,5 bis 7,7 Zentimeter. Die Rhachis ist 5 bis 13,5 Zentimeter lang und ungeflügelt. Die Drüsen sind kegelförmig, die Nebenblätter hinfällig.
Die Blütenstände sind kurze, achselbürtige Ähren, der Schaft ist 4 bis 20 Millimeter lang, die Rhachis 5 bis 8 Millimeter lang. Die Blüten sind blassgrün, die Staubblätter weiß. Die flachen Früchte sind bis zu 14 Zentimeter lang und 2 Zentimeter breit.

## Verbreitung
Die Art findet sich von Mexiko bis Peru und Zentral-Brasilien, sie ist dort häufig.

## Systematik und Botanische Geschichte
Die Art wurde 1788 von Olof Swartz als Mimosa alba erstbeschrieben und 1806 durch Carl Ludwig von Willdenow in die Gattung Inga gestellt.

## Nachweise
- Anton Weber, Werner Huber, Anton Weissenhofer, Nelson Zamora, Georg Zimmermann: An Introductory Field Guide To The Flowering Plants Of The Golfo Dulce Rain Forests Costa Rica. In: Stapfia. Band 78, Linz 2001, S. 278, ISSN 0252-192X / ISBN 3854740727, zobodat.at [PDF]